# Paroaria
Paroaria és un gènere d'ocells de la família dels tràupids (Thraupidae).

## Taxonomia
Segons la Classificació del Congrés Ornitològic Internacional (versió 14.2, 2024) aquest gènere està format per 6 espècies:
- Sit cardenal crestat (Paroaria coronata Miller, JF, 1776)
- Sit cardenal del Brasil (Paroaria dominicana Linnaeus, 1758)
- Sit cardenal emmascarat (Paroaria nigrogenis Lafresnaye, 1846)
- Sit cardenal front-roig (Paroaria baeri Hellmayr, 1907)
- Sit cardenal becgroc (Paroaria capitata d'Orbigny & Lafresnaye, 1837)
- Sit cardenal d'ulleres (Paroaria gularis Linnaeus, 1776)